# Lalka Berberova
Lalka Stojanova Berberova, coniugata Dobreva (in bulgaro Лалка Стоянова Берберова-Добрева?; Plovdiv, 11 giugno 1965 – Plovdiv, 24 luglio 2006), è stata una canottiera bulgara, vincitrice della medaglia d'argento con il 2 senza a Seul 1988 insieme a Radka Stoyanova.
Successivamente gareggiò anche Barcellona 1992 con il quattro di coppia ed il 2 senza, chiudendo in entrambi i casi al nono posto.

## Palmarès
- Giochi olimpici

Seul 1988: argento nel 2 senza.
- Giochi mondiali universitari

Zagabria 1987: argento nel quattro di coppia.